# سان جوفاني تياتينو
سان جوفاني تياتينو (بالإيطالية: San Giovanni Teatino)‏ هي بلدية في مقاطعة كييتي في إقليم أبروتسو الإيطالي.

## السكان
في سنة 1861 بلغ عدد السكان 1٬903 نسمة، وتطور العدد ليصل في سنة 2018 لـ 14٬412 نسمة.
يظهر هذا المخطط البياني تطور النمو السكاني لـ سان جوفاني تياتينو